# 萨波佩马
萨波佩马（葡萄牙語：Sapopema）是巴西巴拉那州的一个市镇。总面积677.61平方公里，总人口6812人，人口密度10.1人/平方公里。